# اسلکس
اسلکس (به انگلیسی: SLAX) یکی از توزیع‌های سیستم‌عامل لینوکس مبتنی بر دبیان است که بر روی دیسک زنده عرضه می‌شود و بر مبنای اسلکور ساخته شده‌است. برای اجرای این اسلکس نیازی به نصب نیست و به صورت زنده از روی سی‌دی یا فلش مموری اجرا می‌شود.
اسلکس توسط توماش ماتیچک (به چکی: Tomáš Matějíček) از جمهوری چک توسعه یافته‌است. شعار توسعه دهنده این سیستم عامل "یک سیستم فوری در جیب شما " می‌باشد.
یکی از مزایای اصلی توزیع Slax، سهولت سفارشی سازی آن است. نرم‌افزارهای اضافی را می‌توان اضافه و حذف کرد. همچنین استفاده مستقیم از مدیریت برنامه apt بار کردن نرم‌افزار اضافی را برای استفاده‌کنندگان آن بسیار آسان نموده‌است. اگرچه مژول‌های Slax کاملاً مستقل هستند اما APT به‌طور کامل از آن پشتیبانی می‌کند. کاربران همچنین می‌توانند تصویر پیش‌فرض سی‌دی یا نصب درایو یواس‌بی را برای سفارشی کردن بسته‌های موجود در توزیع روی بوت اصلاح کنند. Slax همچنین اجازه می‌دهد بسته‌های دبیان به modules Slax تبدیل شوند.